# Čečelovice, Strakonice
Čečelovice là một làng thuộc huyện Strakonice, vùng Jihočeský, Cộng hòa Séc.